# Phượng Khánh
Phượng Khánh (chữ Hán giản thể: 凤庆县) là một huyện thuộc địa cấp thị Lâm Thương, tỉnh Vân Nam. Cộng hòa Nhân dân Trung Hoa. Huyện này có 420.594 người (1999)..Chính quyền huyện đóng ở trấn Phượng Sơn. Mã số bưu chính là 675900. Mã vùng điện thoại là 0883. Về mặt hành chính, huyện được chia thành 8 trấn, 5 hương (trong đó có 3 hương dân tộc).
- Trấn: Phượng Sơn, Lỗ Sử, Tiểu Loan, Doanh Bàn, Tam Xá Hà, Mãnh Tả, Vân Sơn, Lạc Đảng.
- Thi Lễ, hương dân tộc Miêu và Di Tân Hoa, Đại Tự, hương dân tộc Di Yêu Nhai, hương dân tộc Di và Bạch Quách Đại Trại.